# Cristoforo De Amicis
Cristoforo De Amicis (Alessandria, 30 giugno 1902 – Milano, 23 aprile 1987) è stato un pittore e decoratore italiano.

## Biografia

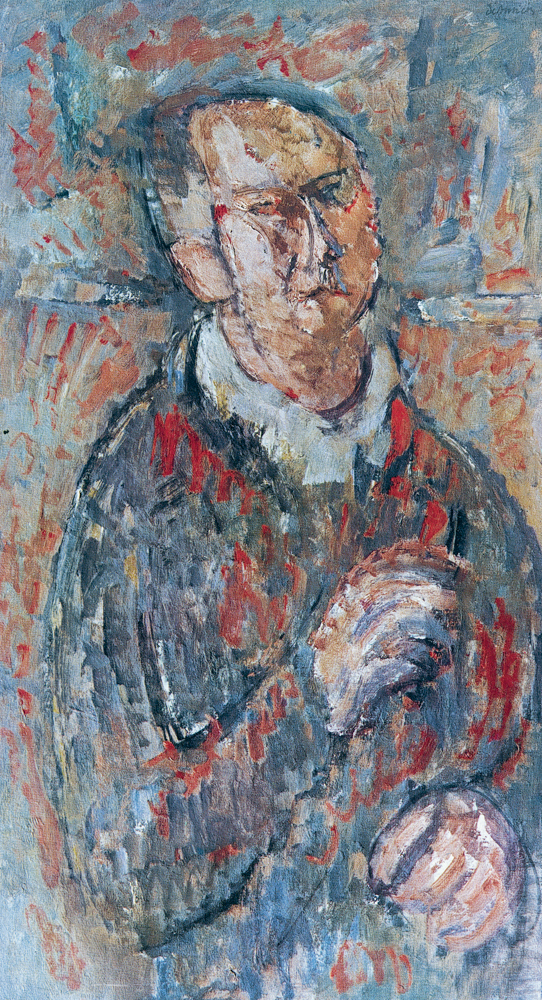
Autoritratto, 1959, olio su tela, collezione privata

Nasce il 30 giugno 1902 ad Alessandria da modesta famiglia, terzo figlio di Alessandria da Lucia Gabey, pantalonaia, e Giuseppe, operaio delle Ferrovie. Dopo le scuole inferiori, frequenta l'Accademia Albertina di Torino e successivamente l'Accademia di belle arti di Brera a Milano, dove incontra e si fidanza con la compagna di corso Maria Lavezzari, figlia dell'industriale Pietro, e si diploma nel 1924 conseguendo il Premio Hayez per il miglior allievo.
Inizialmente la sua pittura è improntata al linguaggio del “Novecento” nel cui ambito espone nel 1927 alla Biennale di Brera, dove ottiene, con il dipinto Nudo sdraiato, il diploma di medaglia d'oro del Ministero della Pubblica Istruzione. 
Dopo aver raccolto consensi di critica con le esposizioni del "Novecento italiano" in Italia e all'estero tra il '27 e il '29, nel 1928 sposa Maria e nel 1929 nasce il loro unico figlio, Piero, futuro architetto. Nel 1930 espone in mostre organizzate a Parigi, Zurigo, Oslo, Stoccolma, Monaco e Buenos Aires, riportando un costante consenso critico.
Passa successivamente ad una pittura più vicina alle esperienze francesi, caratterizzata da gamme cromatiche più vivaci e dalla semplificazione delle forme. Emblematico di questo momento espressivo è il grande affresco Figure d'estate, realizzato nel 1933 alla V Triennale di Milano, nella sezione di pittura murale.
Attraversa anche, per un breve periodo, con l'iniziale adesione al gruppo degli artisti della Galleria del Milione, l'esperienza astratta, testimoniata dalla partecipazione nella sala degli “astrattisti” alla II Quadriennale di Roma del 1935.
Negli anni seguenti, interrompe l'attività pittorica a causa di una profonda crisi e collabora come decoratore con gli architetti razionalisti Lingeri e Terragni, grazie ai quali ha origine la sua breve fase astratta (Composizione 1, Composizione 2 e Composizione in rosso) per poi tornare al linguaggio figurativo, modulato su tonalità chiare che lo faranno includere, da parte della critica, nel “Chiarismo” pur nella sostanziale differenza, sul piano della struttura compositiva, con gli altri artisti compresi in tale corrente. Partecipa con opere significative di questa maniera espressiva alla  XX Biennale di Venezia del 1936 (Ritratto del figlio alla III Quadriennale di Roma del 1939 (Figura sdraiata) e a quattro quattro edizioni del Premio Bergamo (1939, 1940, 1941 e 1942).
Dal dopoguerra, approfondendo la propria ricerca su un'interpretazione figurativa della realtà che tenga conto della lezione costruttiva di Cézanne e dell'esperienza cubista, perviene ad una espressione pittorica autonoma, influenzata anche dalla parallela attività nel campo della vetrata d'arte, svincolata da riferimenti stilistici ma non estranea alle suggestioni materiche dell'informale.
In tutto questo periodo è presente, con dipinti di figura, paesaggi e nature morte, in numerose mostre collettive e personali, mentre, nel settore della vetrata, realizza a Milano, fra i vari interventi compiuti negli anni '50 e ‘60, la grande vetrata della Camera di Commercio e due vetrate nel tiburio del Duomo di Milano. 
Parallelamente all'esercizio della pittura, ha svolto attività didattica all'Accademia di Brera ininterrottamente dal 1927 al 1972, come docente nelle cattedre di figura disegnata e di pittura (dal '51 al '55) e, successivamente, come direttore del Liceo Artistico. 
De Amicis, seppur in uno stato cagionevole di salute, dipinse fino a poco prima di morire, nella sua dimora, il 23 aprile 1987.
È stato tumulato nell'edicola Lavezzari al cimitero di Greco.

## Archivio Cristoforo De Amicis
Dopo la sua scomparsa, nel 1987 è stato istituito, per la sistematizzazione e la promozione dell'attività del pittore, l'Archivio Cristoforo De Amicis (ACDA) che, oltre alle varie iniziative assunte nell'ambito delle esposizioni e delle pubblicazioni di settore, ha curato la redazione del Catalogo Generale delle opere presentato nel gennaio 2003 alla Società Permanente di Milano. 
L'Archivio Cristoforo De Amicis (ACDA) ha come finalità di contribuire alla definizione del ruolo avuto da De Amicis rispetto ai movimenti che hanno caratterizzato gli anni della sua produzione pittorica, dal 1924 sino al decesso. L’Archivio ha provveduto a conservare opere, oggetti e libri e a raccogliere e ordinare il materiale autografo, conservando le fonti critiche e bibliografiche originali e la ricchissima documentazione iconografica delle opere. Si è effettuata la schedatura e la catalogazione di 1760 dipinti e 1252 opere grafiche, pubblicate integralmente nel Catalogo Generale. L’ordinamento e la raccolta del materiale sono avvenuti mediante la formazione di un'unica banca dati informatizzata che contiene la catalogazione delle opere, i riferimenti bibliografici, le mostre e la documentazione iconografica. 
Nell'anno 2016 l’intera documentazione dell’Archivio Cristoforo De Amicis è stata ceduta, a titolo gratuito definitivo, all'APICE (Archivi della Parola, dell’Immagine e della Comunicazione Editoriale) comprendendo documenti autografi (scritti e manoscritti), fotografici di varia tipologia e formato, stampe, pubblicazioni ed altri documenti cartacei, tutti attinenti l’attività artistica di De Amicis da fine degli anni ’30 al 1987.

## Opere
Opere di Cristoforo De Amicis sono collocate in Musei pubblici italiani di Arte contemporanea e in numerose collezioni private.

### In collezioni pubbliche
- Accademia Carrara, Bergamo

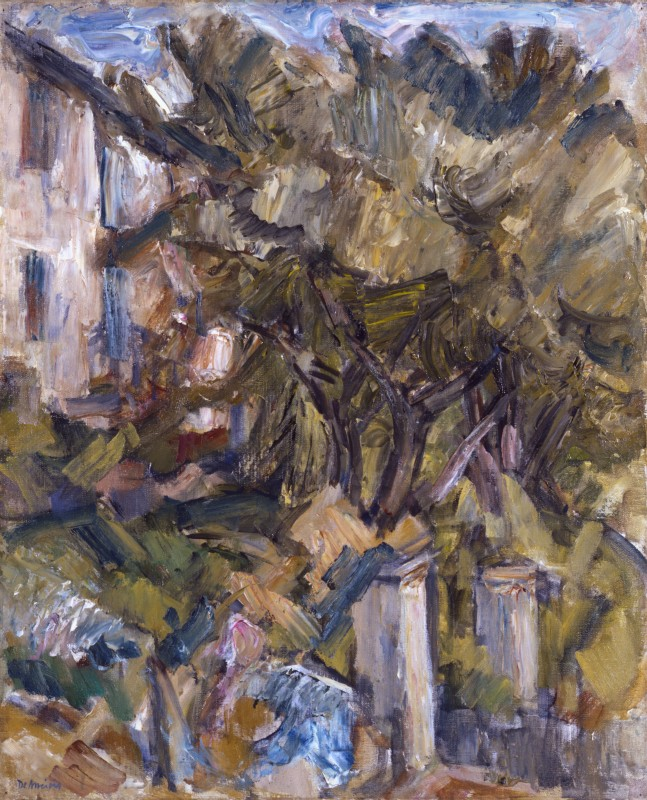
Paesaggio, Milano, Collezioni d'arte della Fondazione Cariplo, 1960

- Camera di Commercio Industria e artigianato di Milano, CCIA
- Casa-Museo Boschi Di Stefano, Milano
- Cimitero Monumentale di Milano, Cappella Spadacini La casa bianca, Milano, Collezioni d'arte della Fondazione Cariplo, 1957 circa
- Civiche Raccolte d'Arte, Alessandria

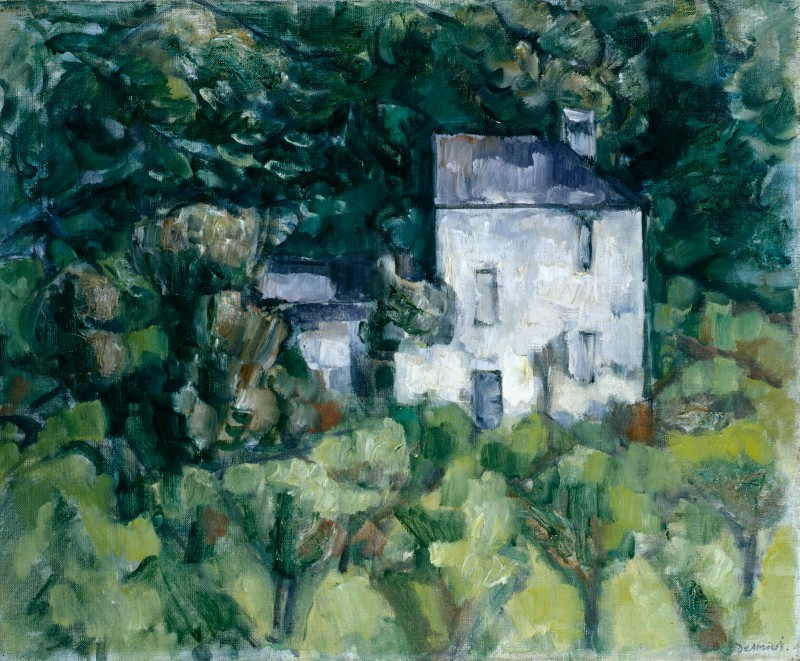
La casa bianca, Milano, Collezioni d'arte della Fondazione Cariplo, 1957 circa

- Collezione Civica d'Arte di Palazzo Vittone, Pinerolo
- Fondazione IRCCS Ospedale Maggiore Policlinico, Mangiagalli e Regina Elena
- Collezioni d'arte della Fondazione Cariplo, Milano
- Galleria d'arte sacra - pro Civitate Christiana, Assisi
- m.a.c.a. - museo di arte contemporanea dell'accademia, Frosinone
- Motonave Galileo Galilei
- Motonave Leonardo da Vinci
- Motonave Raffaello Sanzio
- Galleria d'Arte Moderna, Milano
- Museo d'arte di San Paolo, Brasile
- MAM Museo d'Arte Moderna di Gazoldo degli Ippoliti
- Museo della Fabbrica del Duomo, Milano
- Pinacoteca Civica, Pavia, raccolta Bottigella
- Pinacoteca Civica, Alessandria
- Quadreria Ospedale Maggiore Milano
- Raccolta comunale d’arte, Volpedo
- Raccolta comunale, Desio
- Raccolta Società per le Belle Arti ed Esposizione Permanente, Milano

### Opere
- Natura morta, 1927, olio su tela[9]

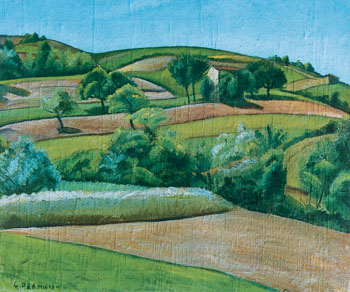
Le colline di Acqui, 1927, collezione Privata

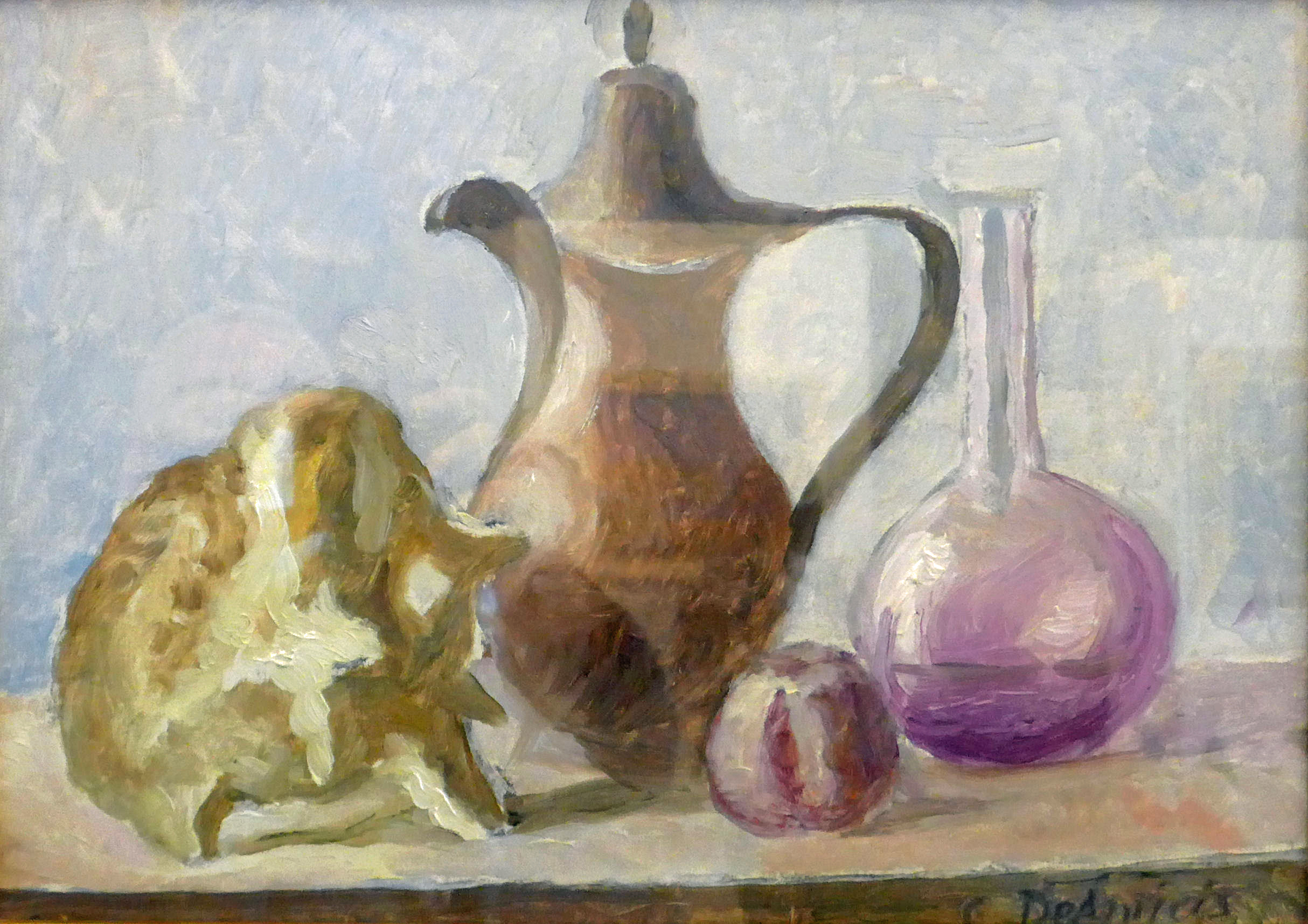
Natura morta, Civica raccolta d'arte Medole.

- Colline di Acqui, 1927, olio su tela[10]
- Marinaio, 1927, olio su tela[11]
- Figure d'estate, 1933, affresco distrutto, 630x430 cm, V Triennale di Milano, Palazzo dell'Arte[12]
- Composizione in rosso, 1935, olio su tela[13]
- Figure Composizione, 1936, olio su tela, Museo Civico d'Arte Contemporanea, Milano[14]
- Figura [Maria Lavezzari], 1938, olio su tela, Gazoldo degli Ippoliti, MAM[15]
- Natura morta, 1939, olio su tela[16]
- Arlecchino, 1939, olio su tela[17]
- Natura morta, 1942, olio su tela, Bergamo, Accademia Carrara[18]
- Morte di Arlecchino, 1942/43, olio su tela[19]
- Natura morta rossa, 1944, olio su tela[20]
- Autoritratto, 1949 ca, olio su tela[21]
- Madonna, 1953, olio su tela, 64x154 cm[22]
- Adorazione dei Magi, 1954, olio su tela[23]
- Crocefissione [La Pietà], 1959, vetrata[24]
- Nudo, 1964, olio su tela, Milano[25]
- Paesaggio a Ponte Tresa, 1967, olio su tela[26]
- La parabola dei granelli di senape, 1971, vetrata, Milano, Chiesa Parrocchiale di San Francesco d'Assisi al Fopponino[27][28]
- Bagnanti, 1973, olio su tela[29]
- Madonna, 1973, olio su tela[30]
- Foglio 1 Architettura, matita e penna su carta[31]
- Studi per ricerca - Leonardo da Vinci [Sant'Anna e Madonna col Bambino], ante 1965, matita su carta[32]
- Studi per ricerca - Michelangelo Buonarroti [Tomba di Lorenzo dei Medici], ante 1965, matita su carta[33]
- Natura morta, olio su tela, Civica raccolta d'arte di Medole
- Ritratto di Maria Vidoni, olio su tela, Palazzo Uffici della Fondazione IRCCS Ospedale Maggiore Policlinico, Mangiagalli e Regina Elena.[34]

### Le Vetrate

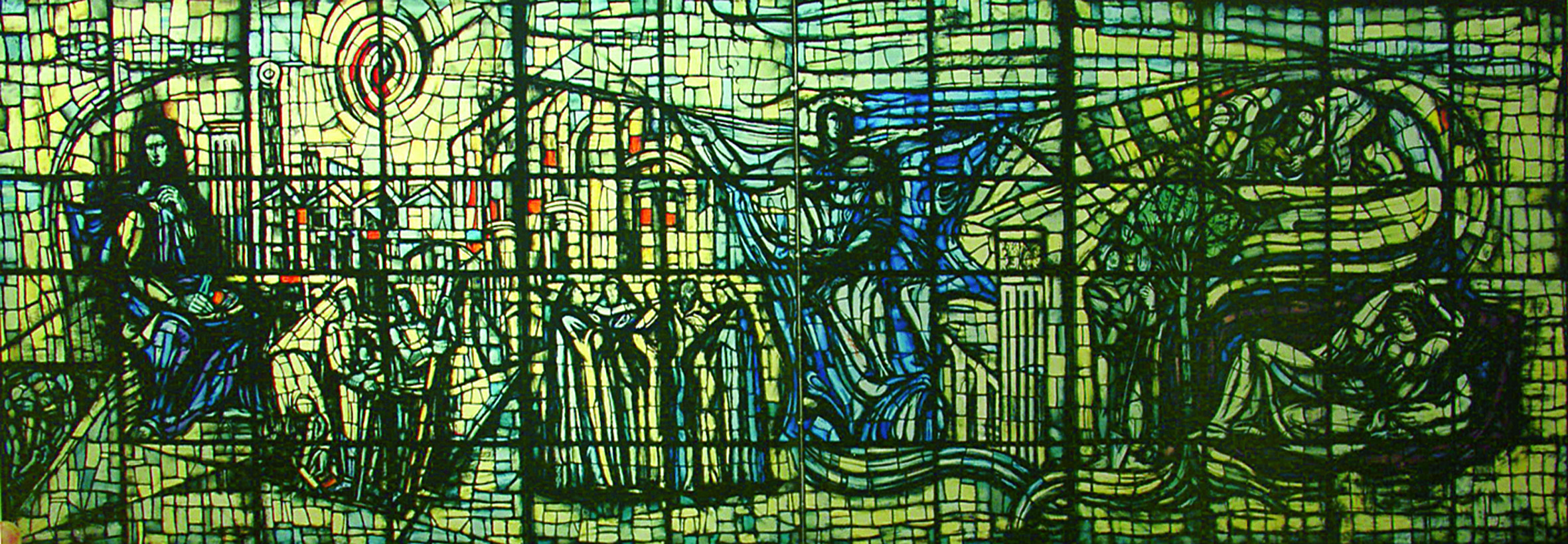
Vetrata C.C.I.A - Allegoria del Commercio dell'Industria dell'Agricoltura, 1956, 1240x420 cm

- 1951 - Editto di Costantino, Museo del Duomo, Milano
- 1951 - Arlecchino, collezione privata, Torino
- 1951 - Via Crucis, Scuola Materna M. C. Beltrami, Pisa
- 1956 - Allegoria del Commercio dell’Industria dell’Agricoltura, Camera di Commercio, Milano
- 1956 - Mater Dei, San Joseph, San Matheus, San Lucas, San Marcus, San Joanes, Cappella Mattei, Cimitero di Matelica, Macerata
- 1956 - Regina Montis Oropae, Charitas, Humilitas, cappella della Casa di Riposo Belletti Bona, Biella
- 1956 - Madonna col Bambino, collezione privata, Lodi
- 1959 - Dio Padre, Cristo Risorto, Due Angeli, Cappella Locati, Cimitero di Caronno, Varese
- 1959 - La Pietà, collezione privata, Lodi
- 1962 - Due Fanciulle, Cappella Imperiali, Cimitero Monumentale, Milano
- 1963 - Madonna, Cappella Spadacini, Cimitero Monumentale, Milano
- 1964 - Beata Vergine, Santa Chiara, San Francesco, Volo d’Angeli, Chiesa di San Francesco d'Assisi al Fopponino
- 1968 - I Messaggi Conciliari, Tiburio del Duomo di Milano
- 1971 - La Parabola dei granelli di senape, Chiesa di San Francesco d'Assisi al Fopponino.

## Principali mostre

### Collettive
- 1927 - Esposizione Nazionale d'arte Biennale Di Brera, Palazzo della Permanente, Milano
- 1928 - Prima Mostra Regionale Di Arte Lombarda, Sindacato Regionale Fascista Belle Arti, Milano
- 1929 - II Mostra Del Novecento Italiano, Palazzo della Permanente
- 1929 - Mostra Del '900 Italiano, Nizza, Parigi¸ Berna, Helsinki, Monaco, Oslo, Stoccolma, Sud America
- 1929 - Sindacato Nazionale Belle Arti, Barcellona
- 1930 - Studi Di Artisti Lombardi Noti E Giovanissimi, Galleria Del Milione, Milano
- 1933 - Sindacato Nazionale Belle Arti, Vienna
- 1933 - Jahresausstellung Moderne Italienische Kunst, Vienna
- 1935 - II Quadriennale nazionale d'arte, Palazzo Esposizioni, Sala Dedicata Agli Astratti, Roma
- 1935 - Prima Mostra Collettiva Di Arte Astratta In Italia, Studio Casorati Paolucci, Torino
- 1936 - 14 Artisti Moderni, Galleria Del Milione, Milano
- 1936 - Omaggio a Persico, Galleria Del Milione, Milano
- 1939 - III Quadriennale nazionale d'arte, Palazzo Delle Esposizioni, Roma
- 1939 - Mostra Dei Premi di Brera, Accademia di Brera
- 1939 - Mostra Del Paesaggio Italiano I Premio Bergamo
- 1940 - II Premio Bergamo, Palazzo della Ragione, Bergamo
- 1940 - XII Sindacale di Torino
- 1941 - III Premio Bergamo, Palazzo della Ragione, Bergamo
- 1941 - Mostra Provinciale Del Sindacato Fascista Belle Arti, Palazzo della Permanente
- 1941 - Sette Pittori, Galleria Del Milione, Milano
- 1942 - IV Premio Bergamo, Palazzo della Ragione, Bergamo
- 1942 - XX Mostra Sindacato Provinciale Fascista Belle Arti, Palazzo della Permanente
- 1945 - Morandi De Pisis De Amicis, Galleria Ciliberti, Milano
- 1945 - Mostra del Fondo Matteotti, Ridotto della Scala, Milano
- 1947 - Peinture Italienne Moderne, Museé Des Beaux Arts, La Chaux De Fonds, Svizzera
- 1948 - Mostra Nazionale della Permanente, Palazzo della Permanente
- 1951 - IX Triennale d'arti Decorative, Palazzo dell'arte, Milano
- 1951 - Premio Roma per la Pittura, Roma, Palazzo Barberini
- 1951 - Mostra internazionale d'arte sacra, Novara
- 1951 - Mostra d'arte Decorativa, Oslo
- 1953 - Premio Marzotto, Valdagno
- 1954 - Premio Marzotto, Milano e Valdagno
- 1955 - VII Quadriennale nazionale d'arte, Palazzo Delle Esposizioni, Roma
- 1955 - X Biennale Di Milano, Palazzo della Permanente
- 1959 - 50 Anni d'arte A Milano dal Divisionismo a Oggi, Palazzo della Permanente
- 1960 - Pittura Italiana Contemporanea, Palazzo della Permanente
- 1965 - IX Quadriennale nazionale d'arte
- 1965 - XXIV Biennale Nazionale d'arte "Città di Milano", Palazzo della Permanente
- 1966 - Mostra d'arte Figurativa Italiana, Palazzo della Permanente
- 1969 - Aspetti Del Primo Astrattismo Italiano 1930 - 1940, Galleria Civica d'arte Moderna, Milano
- 1977 - 32 Artisti alla Permanente, Palazzo della Permanente
- 1978 - Brera Anni '40, Accademia Carrara, Bergamo
- 1982 – Annitrenta, Palazzo Reale, Milano
- 1983 - Mostra Del Novecento Italiano, Palazzo della Permanente
- 1984 - XXIX Biennale Nazionale d'arte Città di Milano, Palazzo della Permanente
- 1986 - Il Chiarismo Lombardo, Casa Del Mantegna, Mantova
- 1986 - Il Chiarismo Lombardo, Palazzo Bagatti Valsecchi, Milano
- 1998 - Persico e gli artisti, Padiglione Arte Contemporanea, Milano
- 1999 - I Chiaristi, Expo, Ente Manifestazioni Commercio Turismo Servizi, Fiera Di Milano
- 2001 - Tempo Di Guerra, Museo della Permanente, Milano.[35]

### Personali
- 1928 - Galleria Micheli, Milano
- 1929 - Galleria Milano, Milano
- 1942 - Galleria Annunciata, Milano
- 1945 - Galleria Roncoroni, Lodi
- 1946 - Galleria del Milione, Milano
- 1948 - Galleria Annunciata, Milano (disegno)
- 1949 - Galleria del Grattacielo, Legnano
- 1950 - Galleria del Grattacielo Legnano
- 1952 - Galleria San Fedele, Milano (vetrate)
- 1952 - Galleria del Grattacielo, Legnano (Bianco/Nero)
- 1953 - Galleria Gian Ferrari
- 1953 - Galleria del Grattacielo, Legnano
- 1954 - Galleria del Grattacielo, Legnano
- 1955 - Galleria del Grattacielo, Legnano
- 1959 - Galleria del Disegno (disegni e tempere)
- 1959 - Galleria Annunciata, Milano
- 1965 - Casinò Sociale, Alessandria
- 1965 - Museo Civico, Lodi
- 1965 - Galleria Gian Ferrari, Milano
- 1965 - Galleria Pagani, Legnano
- 1968 - Galleria Il Gotico, Piacenza
- 1970 - Galleria Annunciata, Milano (mostra antologica)
- 1971 - La Bottega, Ravenna
- 1971 - Galleria Caprotti, Monza
- 1972 - Galleria Ferrari, Treviglio
- 1973 - Galleria Centro, Gallarate
- 1974 - Galleria Borromeo, Milano
- 1976 - Galleria Ferrari, Treviglio
- 1977 - Galleria San Luca, Latina
- 1977 - Galleria Ducale, Vigevano
- 1979 - Palazzo Cuttica, Alessandria (mostra antologica)
- 1980 - Galleria La Roggia, Palazzolo sull'Oglio
- 1980 - Galleria Ducale, Vigevano
- 1980 - Galleria Le Arcate, Milano
- 1981 - Galleria Ducale, Vigevano (disegni e acquerelli)
- 1981 - Galleria Triangolo, Cremona
- 1981 - Galleria Civica, Lovere
- 1981 - Il Convento, Ganna, Varese
- 1981 - Circolo Conti, Milano (disegni e acquerelli)

## Premi e onorificenze
- 1924 - Premio-Pensione Hayez, Accademia di Brera, Milano
- 1927 - Medaglia d’Oro del Ministero della Pubblica Istruzione, Milano
- 1939 - Premio Medardo Rosso, Milano
- 1946 - Premio Bandello, Tortona
- 1946 - Terzo Premio Giovanni Migliara, Alessandria
- 1947 - Secondo Premio Fondo Matteotti, Milano
- 1947 - Primo Premio Alassio (ex aequo), Alassio
- 1948 - Primo Premio Carroccio, Legnano
- 1949 - Primo Premio Umanità (ex aequo), Milano
- 1954 - Primo Premio Angelo Del Bon, Desio
- 1956 - Premio Fratelli Crespi (Corriere della Sera), Milano
- 1956 - Primo Premio Concorso per la Vetrata Camera di Commercio, Milano
- 1957 - Primo Premio Giuseppe Pelizza da Volpedo, Volpedo
- 1959 - Primo Premio Bottigella, Città di Pavia
- 1962 - Primo Premio Famiglia Artistica, Milano
- 1965 - Medaglia d’oro (Fuori concorso), Rho
- 1965 - Primo Premio Maternità (ex aequo), Milano
- 1965 - Medaglia d’oro U.S.A.I.B.A., Milano
- 1966 - Primo Premio Mostra d’arte Contemporanea, Broni
- 1967 - Primo Premio Bagutta O. Vergani, Milano
- 1971 - Medaglia d’oro di Benemerenza del Comune di Milano
- 1971 - Ambrogino d'oro
- 1972 - Medaglia d’oro Presidenza della Repubblica, Villa Olmo, Como
- 1988 - Medaglia d’oro della Provincia di Milano, Milano.[36]